# فهرست کنسول‌های بازی ویدئویی
این یک فهرست از کنسول‌های بازی‌های رایانه‌ای است که عمده این فهرست‌بندی، براساس دوران حضور و کارایی آن کنسول است. البته ممکن است که در این فهرست، کنسول یا کنسول‌هایی باشند که برای دوران خودشان نباشند، اما آن‌ها در دسته‌بندی همان مقدار بیت هستند. کنسول‌هایی ۱۲۸-بیتی ممکن است باشند که از آغاز تا پایان دوران ۱۲۸ بیتی نباشند، اما در همان محدوده باشند، پس ان‌ها با هم‌نسل‌های خود قرار می‌گیرند. همچنین در این فهرست، کنسول‌های بازی دستی نیز فهرست شده‌اند. این دسته از کنسول‌ها معمولاً سیستم پردازش ضعیف‌تری نسبت به کنسول‌های همان دوران دارند.

## نسل اول و دوم (۱۹۷۲–۱۹۸۲)
| نام کنسول                                                           | تاریخ عرضه | سازنده                  | نوع                         | نسل |
| ------------------------------------------------------------------- | ---------- | ----------------------- | --------------------------- | --- |
| مگناوکس ادیسه                                                       | ۱۹۷۲       | مگناوکس                 | کنسول بازی                  | ۱   |
| تلستار (کنسول بازی ویئویی)                                          | ۱۹۷۶       | Coleco                  | کنسول اختصاصی               | ۱   |
| چنل اف / Video Entertainment System (VES)                           | ۱۹۷۶       | Fairchild Semiconductor | کنسول بازی                  | ۲   |
| چنل اف                                                              | ۱۹۷۹       | Fairchild Semiconductor | کنسول بازی                  | ۲   |
| فیلیپس ادیسه                                                        | ۱۹۷۶       | فیلیپس                  | کنسول بازی                  | ۱   |
| پونگ                                                                | ۱۹۷۶       | آتاری                   | بازی آرکید                  | ۱   |
| RCA Studio II                                                       | ۱۹۷۶       | RCA                     | کنسول بازی                  | ۲   |
| آتاری ۲۶۰۰ / Atari Video Computer System (VCS) / Sears Video Arcade | ۱۹۷۷       | آتاری                   | کنسول بازی                  | ۲   |
| آتاری ۲۶۰۰ جی‌ار.                                                    | ۱۹۸۶       | آتاری                   | کنسول بازی                  | ۲   |
| آتاری ۲۷۰۰ / Atari Remote Control VCS                               | canceled   | آتاری                   | کنسول بازی                  | ۲   |
| آتاری ۲۸۰۰ / Sears Video Arcade II (فقط ژاپن)                       | ۱۹۸۳       | آتاری                   | کنسول بازی                  | ۲   |
| Coleco Gemini (آتاری ۲۶۰۰ سخت‌افزار کلون)                            | ~۱۹۸۲      | Coleco                  | کنسول بازی                  | ۲   |
| تی‌وی بوی                                                            | ۱۹۹۲       | Akor                    | کنسول بازی دستی             |     |
| تی‌وی بوی                                                            | ۱۹۹۵       | Akor                    | کنسول بازی دستی             |     |
| تی‌وی بوی                                                            | ۱۹۹۵       | Akor                    | کنسول بازی دستی             |     |
| Bally Astrocade                                                     | ۱۹۷۷       | میدوی گیمز              | کنسول بازی                  | ۲   |
| کالر تی‌وی گیم (فقط ژاپن)                                            | ۱۹۷۷       | نینتندو                 | کنسول اختصاصی               | ۱   |
| کالر تی‌وی گیم (فقط ژاپن)                                            | ۱۹۷۸       | نینتندو                 | کنسول اختصاصی               | ۱   |
| کالر تی‌وی گیم (فقط ژاپن)                                            | ۱۹۷۸       | نینتندو                 | کنسول اختصاصی               | ۱   |
| کالر تی‌وی گیم (فقط ژاپن)                                            | ۱۹۷۹       | نینتندو                 | کنسول اختصاصی               | ۱   |
| Computer TV Game (فقط ژاپن)                                         | ۱۹۸۰       | نینتندو                 |                             | ۱   |
| وی‌سی ۴۰۰۰                                                           | ۱۹۷۸       | انترتون                 | کنسول بازی                  | ۲   |
| مگناوکس ادیسه²                                                      | ۱۹۷۸       | مگناوکس / فیلیپس        | کنسول بازی                  | ۲   |
| ای‌پی‌اف-آی‌ام                                                         | ۱۹۷۹       | APF Electronics Inc     | کنسول بازی                  | ۲   |
| میکروویژن                                                           | ۱۹۷۹       | Milton Bradley Company  | کنسول بازی دستی             | ۲   |
| بازی و تماشا                                                        | ۱۹۸۰       | نینتندو                 | کنسول بازی دستی             | ۲   |
| اینتل ویژن                                                          | ۱۹۸۰       | ماتیل                   | کنسول بازی                  | ۲   |
| باندی سوپر ویژن ۸۰۰۰                                                | ۱۹۷۹       | باندی                   | کنسول بازی                  | ۲   |
| اینتل ویژن II                                                       | ۱۹۸۳       | ماتیل                   | کنسول بازی                  | ۲   |
| System Changer (Unlicensed Atari 2600 Compatibility)                |            |                         |                             |     |
| PlayCable                                                           | ۱۹۸۱       | ماتیل                   |                             |     |
| VTech CreatiVision                                                  | ۱۹۸۱       | VTech                   | کنسول بازی                  | ۲   |
| Epoch Cassette Vision                                               | ۱۹۸۱       | Epoch Co.               | کنسول بازی                  |     |
| Arcadia 2001 (Leisure Vision in Canada)                             | ۱۹۸۲       | Emerson Radio           | کنسول بازی                  | ۲   |
| آتاری ۵۲۰۰                                                          | ۱۹۸۲       | آتاری                   | کنسول بازی                  | ۲   |
| آتاری ۵۱۰۰ / آتاری ۵۲۰۰ جی‌ار.                                       | canceled   | آتاری                   |                             | ۲   |
| کالکوویژن                                                           | ۱۹۸۲       | Coleco                  | کنسول بازی                  | ۲   |
| Expansion Module #۱ (Unlicensed Atari 2600 Compatibility)           |            |                         |                             |     |
| کمودور مکس ماشین                                                    | ۱۹۸۲       | کمودور اینترنشنال       | کنسول بازی / کامپیوتر خانگی |     |
| ادونچر ویژن                                                         | ۱۹۸۲       | Entex                   | کنسول بازی                  | ۲   |
| Vectrex                                                             | ۱۹۸۲       | Smith Engineering       | کنسول بازی                  | ۲   |
| TV Scoreboard                                                       | ۱۹۷۶       | ریدیوشک                 | کنسول اختصاصی               | ۱   |
| Ping-o-Tronic                                                       | ۱۹۷۴       | زانوسی/Sèleco           | کنسول اختصاصی               | ۱   |

* Consoles of the early 1970s, such as Pong and Magnavox Odyssey were often inaccurately called "analog" but actually discrete logic circuits.

## نسل سوم (۱۹۸۰–۱۹۸۹)
| نام کنسول                                                             | تاریخ عرضه | سازنده                         | نوع                             |
| --------------------------------------------------------------------- | ---------- | ------------------------------ | ------------------------------- |
| ام‌اس‌ایکس                                                              | ۱۹۸۳       | سونی و چند شرکت دیگر           | کنسول بازی / کامپیوتر خانگی     |
| RDI Halcyon                                                           | ۱۹۸۵       | RDI Video Systems              | کنسول بازی                      |
| گیم بوی                                                               | ۱۹۸۹       | نینتندو                        | کنسول بازی دستی                 |
| گیم بوی جیبی                                                          | ۱۹۹۶       | نینتندو                        | کنسول بازی دستی                 |
| گیم بوی لایت (فقط ژاپن)                                               | ۱۹۹۷       | نینتندو                        | کنسول بازی دستی                 |
| سگا گیم گیر                                                           | ۱۹۹۱       | سگا                            | کنسول بازی دستی                 |
| پی‌وی-۱۰۰۰                                                             | ۱۹۸۳       | کاسیو                          | کنسول بازی                      |
| Epoch Cassette Vision                                                 | ۱۹۸۴       | Epoch Co.                      | کنسول بازی                      |
| سیستم بازی کمودور ۶۴                                                  | ۱۹۹۰       | کمودور اینترنشنال              | کنسول بازی                      |
| توربوگراف‌اکس-۱۶ / توربوگراف‌اکس-۱۶                                     | ۱۹۸۷       | ان‌ای‌سی                         | کنسول بازی                      |
| آتاری ۷۸۰۰                                                            | ۱۹۸۶       | Atari Corporation              | کنسول بازی                      |
| سگا اس‌جی-۱۰۰۰                                                         | ۱۹۸۳       | سگا                            | کنسول بازی                      |
| اس‌جی-۱۰۰۰ مارک II                                                     | ۱۹۸۴       | سگا                            | کنسول بازی                      |
| سگا مستر سیستم، سگا مارک III                                          | ۱۹۸۵       | سگا                            | کنسول بازی                      |
| سگا مستر سیستم II                                                     | ۱۹۹۲       | سگا                            | کنسول بازی                      |
| سگا مستر سیستم III                                                    | ۱۹۹۷       | Tec Toy                        | کنسول بازی                      |
| PlayPal                                                               | ۲۰۰۶       | Coleco                         | کنسول بازی دستی                 |
| ان‌ای‌اس (NES) / ان‌ای‌اس                                                 | ۱۹۸۳       | نینتندو                        | کنسول بازی                      |
| C1 NES TV / شارپ نینتندو تلویژن                                       | ۱۹۸۳، ژاپن | شارپ / نینتندو                 | کنسول بازی                      |
| Nintendo Entertainment System (Redesigned Model NES-101) / AV Famicom | ۱۹۹۳       | نینتندو                        | کنسول بازی                      |
| فامیکام دیسک سیستم (فقط ژاپن)                                         | ۱۹۸۶       | نینتندو                        | کنسول بازی Video game accessory |
| Action Max                                                            | ۱۹۸۷       | Worlds of Wonder (toy company) | کنسول بازی                      |
| آمستراد جی‌اکس۴۰۰۰                                                     | ۱۹۹۰       | آمستراد                        | کنسول بازی                      |

## نسل چهارم (۱۹۸۹–۱۹۹۴)
| نام کنسول                                                                          | تاریخ عرضه                             | سازنده                      | نوع                                 |
| ---------------------------------------------------------------------------------- | -------------------------------------- | --------------------------- | ----------------------------------- |
| سگا مگا درایو / سگا جنسیس                                                          | ۱۹۸۸                                   | سگا                         | کنسول بازی                          |
| سگا مگا درایو II                                                                   | ۱۹۹۳                                   | سگا                         | کنسول بازی                          |
| سگا جنسیس II (فقط آمریکای شمالی)                                                   | ۱۹۹۴                                   | سگا                         | کنسول بازی                          |
| سگا مگا درایو III (فقط برزیل)                                                      |                                        | سگا                         | کنسول بازی                          |
| سگا جنسیس ۳ (قاره آمریکا)                                                          | ۱۹۹۸                                   | سگا                         | کنسول بازی                          |
| سگا مگا سی‌دی                                                                       | ۱۹۹۱                                   | سگا                         | کنسول بازی Video game accessory     |
| سگا ۳۲ایکس                                                                         | ۱۹۹۴                                   | سگا                         | کنسول بازی Video game accessory     |
| تغییر در سگا مگا درایو / تغییر در سگا مگا درایو                                    |                                        | سگا / جی‌وی‌سی                | کنسول بازی                          |
| آتاری لینکس                                                                        | ۱۹۸۹                                   | Atari Corporation           | کنسول بازی دستی                     |
| Action Gamemaster                                                                  | Unreleased, aprox. ۱۹۹۲                | Active Enterprises          | Handheld multi-console              |
| توربوگراف‌اکس-۱۶                                                                    | ۱۹۸۹                                   | ان‌ای‌سی                      | کنسول بازی                          |
| توربوگراف‌اکس-۱۶                                                                    |                                        | ان‌ای‌سی                      | کنسول بازی                          |
| توربواکسپرس                                                                        | ۱۹۹۰                                   | ان‌ای‌سی                      | کنسول بازی دستی                     |
| سوپرگراف‌اکس                                                                        | ۱۹۸۹، ژاپن                             | ان‌ای‌سی                      | کنسول بازی                          |
| Konix Multisystem                                                                  | Unreleased                             | Konix Multisystem           | کنسول بازی                          |
| Neo Geo (کنسول)                                                                    | ۱۹۹۰                                   | SNK Playmore                | کنسول بازی / بازی آرکید             |
| Neo-Geo CD                                                                         | ۱۹۹۴                                   | SNK Playmore                | کنسول بازی                          |
| Neo-Geo CDZ                                                                        | ۱۹۹۴                                   | SNK Playmore                | کنسول بازی                          |
| کمودور سی‌دی‌تی‌وی                                                                    | ۱۹۹۱                                   | کمودور اینترنشنال           | کنسول بازی / رایانه شخصی            |
| Memorex VIS                                                                        | ۱۹۹۲                                   | Memorex                     | کنسول بازی                          |
| سوپر نینتندو (SNES) / سوپر نینتندو                                                 | ۱۹۹۰                                   | نینتندو                     | کنسول بازی                          |
| SF-1 SNES TV (فقط ژاپن)                                                            | ۱۹۹۰                                   | شارپ / نینتندو              | کنسول بازی                          |
| Super Nintendo Entertainment System (Redesigned Model SNS-101) / Super Famicom Jr. | ۱۹۹۷                                   | نینتندو                     | کنسول بازی                          |
| SNES-CD                                                                            | canceled                               | نینتندو                     | کنسول بازی                          |
| Satellaview (فقط ژاپن)                                                             | ۱۹۹۳                                   | نینتندو                     | کنسول بازی Video game accessory     |
| سوپر گیم بوی                                                                       | ۱۹۹۴، بریتانیا                         | نینتندو                     | کنسول بازی Video game accessory     |
| سوپر گیم بوی ۲                                                                     | ۱۹۹۸                                   | نینتندو                     | کنسول بازی Video game accessory     |
| FM Towns Marty (فقط ژاپن)                                                          | ۱۹۹۱                                   | فوجیتسو                     | کنسول بازی                          |
| CD-i                                                                               | ۱۹۹۱                                   | فیلیپس                      | کنسول بازی / دستگاه پخش صوت دیجیتال |
| توربودواو                                                                          | ۱۹۹۲، ایالات متحده آمریکا / ۱۹۹۱، ژاپن | Turbo Technologies          | کنسول بازی                          |
| واتارا سوپرویژن                                                                    | ۱۹۹۲                                   | واتارا                      | کنسول بازی دستی                     |
| Mega Duck                                                                          | ۱۹۹۳                                   | Creatonic / Timlex / داناهر | کنسول بازی دستی                     |
| Pioneer LaserActive                                                                | ۱۹۹۳                                   | پایونیر (شرکت)              | کنسول بازی                          |
| Super A'Can                                                                        | ۱۹۹۵                                   | Funtech                     | کنسول بازی                          |

## نسل پنجم (۱۹۹۳–۱۹۹۸)
| نام کنسول                   | تاریخ عرضه | سازنده                      | نوع                             |
| --------------------------- | ---------- | --------------------------- | ------------------------------- |
| Virtual Boy                 | ۱۹۹۵       | نینتندو                     | کنسول بازی                      |
| Apple Bandai Pippin         | ۱۹۹۵       | Bandai                      | کنسول بازی                      |
| پی‌سی-اف‌اکس                  | ۱۹۹۴       | ان‌ای‌سی                      | کنسول بازی                      |
| آتاری جگوار                 | ۱۹۹۳       | Atari Corporation           | کنسول بازی                      |
| آتاری جگوار سی‌دی            | ۱۹۹۵       | Atari Corporation           | کنسول بازی Video game accessory |
| آتاری جگوار                 | کنسل       | Atari Corporation           | کنسول بازی                      |
| پلی‌استیشن                   | ۱۹۹۴       | سونی                        | کنسول بازی                      |
| PocketStation               | ۱۹۹۹       | سونی                        | کنسول بازی دستی                 |
| Net Yaroze                  | ۱۹۹۷       | سونی                        | کنسول بازی کیت توسعه نرم‌افزار   |
| پی‌اس وان                    | ۲۰۰۰       | سونی                        | کنسول بازی                      |
| سگا ساترن                   | ۱۹۹۴       | سگا                         | کنسول بازی                      |
| سگا نومد                    | ۱۹۹۵       | سگا                         | کنسول بازی دستی                 |
| ۳DO Interactive Multiplayer | ۱۹۹۳       | پاناسونیک / سانیو / گلدستار | کنسول بازی                      |
| آمیگا سی‌دی۳۲                | ۱۹۹۳       | کمودور اینترنشنال           | کنسول بازی                      |
| Casio Loopy                 | ۱۹۹۵       | کاسیو                       | کنسول بازی                      |
| R-Zone                      | ۱۹۹۵       | Tiger Electronics           | کنسول بازی دستی                 |
| Game.com                    | ۱۹۹۷       | Tiger Electronics           | کنسول بازی دستی                 |
| Pioneer LaserActive         | ۱۹۹۳       | پایونیر (شرکت)              | کنسول بازی                      |
| Playdia                     | ۱۹۹۴       | Bandai                      | کنسول بازی                      |
| Neo Geo Pocket              | ۱۹۹۸       | SNK Playmore                | کنسول بازی دستی                 |
| گیم بوی کالر                | ۱۹۹۸       | نینتندو                     | کنسول بازی دستی                 |
| نینتندو ۶۴                  | ۱۹۹۶       | نینتندو                     | کنسول بازی                      |
| Nintendo 64DD               | ۱۹۹۹       | نینتندو                     | کنسول بازی Video game accessory |

## نسل ششم (۱۹۹۸–۲۰۰۴)
| نام کنسول                   | تاریخ عرضه | سازنده              | نوع              |
| --------------------------- | ---------- | ------------------- | ---------------- |
| ApeXtreme                   | canceled   | Apex Digital        | کنسول بازی       |
| آتاری فلش بک                | ۲۰۰۴       | آتاری               | کنسول اختصاصی    |
| دریم‌کست                     | ۱۹۹۸       | سگا                 | کنسول بازی       |
| گیم بوی ادوانس              | ۲۰۰۱       | نینتندو             | کنسول بازی دستی  |
| گیم بوی ادوانس اس‌پی         | ۲۰۰۳       | نینتندو             | کنسول بازی دستی  |
| گیم بوی ادوانس اس‌پی مارک II | ۲۰۰۵       | نینتندو             | کنسول بازی دستی  |
| گیم بوی میکرو               | ۲۰۰۵       | نینتندو             | کنسول بازی دستی  |
| GP۳۲                        | ۲۰۰۱       | GamePark            | کنسول بازی دستی  |
| GameKing                    | ۲۰۰۵       | TimeTop             | کنسول بازی دستی  |
| ال۶۰۰                       | canceled   | Indrema             | کنسول بازی       |
| نوکیا ان-گیج کیو-دی         | ۲۰۰۳       | نوکیا               | کنسول بازی دستی  |
| نوکیا ان-گیج کیو-دی نقره‌ای  | ۲۰۰۴       | نوکیا               | کنسول بازی دستی  |
| Neo Geo Pocket Color        | ۱۹۹۹       | SNK Playmore        | کنسول بازی دستی  |
| نینتندو گیم‌کیوب             | ۲۰۰۱       | نینتندو             | کنسول بازی       |
| Nuon                        | ۲۰۰۰       | VM Labs             | کنسول بازی       |
| IQue Player                 | ۲۰۰۳       | نینتندو             | کنسول بازی       |
| پاناسونیک ام۲               | canceled   | پاناسونیک           | کنسول بازی       |
| پاناسونیک کیو               | ۲۰۰۱       | نینتندو / پاناسونیک | کنسول بازی       |
| پلی‌استیشن ۲                 | ۲۰۰۰       | سونی                | کنسول بازی       |
| پلی‌استیشن ۲ اسلیم لاین      | ۲۰۰۴       | سونی                | کنسول بازی       |
| پلی‌استیشن ۲ اسلیم           | ۲۰۰۷       | سونی                | کنسول بازی       |
| Pokemon mini                | ۲۰۰۱       | نینتندو             | کنسول بازی دستی  |
| PSX (DVR)                   | ۲۰۰۳       | سونی                | کنسول بازی       |
| پاناسونیک کیو               | ۲۰۰۱       | پاناسونیک / نینتندو | کنسول بازی       |
| Rumble Station              |            | Color Dreams        | Handheld TV game |
| WonderSwanCrystal           | ۲۰۰۲       | Bandai              | کنسول بازی دستی  |
| Tapwave Zodiac              | ۲۰۰۳       | Tapwave             | کنسول بازی دستی  |
| V.Smile                     |            | VTech               | کنسول بازی       |
| WonderSwan                  | ۱۹۹۹       | Bandai              | کنسول بازی دستی  |
| WonderSwan Color            | ۲۰۰۰       | Bandai              | کنسول بازی دستی  |
| XaviXPort gaming console    | ۲۰۰۴       | SSD Company         | کنسول بازی       |
| اکس‌باکس                     | ۲۰۰۱       | مایکروسافت          | کنسول بازی       |

## نسل هفتم (۲۰۰۴–۲۰۱۰)
| نام کنسول                             | تاریخ عرضه | سازنده                              | نوع                                          |
| ------------------------------------- | ---------- | ----------------------------------- | -------------------------------------------- |
| ساپ گیم باکس                          | ۲۰۰۵       | ساپ                                 | هیبریدی                                      |
| ساپ رترو اف سی                        | ۲۰۰۵       | ساپ                                 | هیبریدی                                      |
| آتاری فلش ۲                           | ۲۰۰۵       | Atari, Inc. (Infogrames subsidiary) | کنسول بازی                                   |
| C64 Direct to TV                      | ۲۰۰۴       | Ironstone                           | Handheld TV game                             |
| Evo: Phase One                        | ۲۰۰۶       | Envizions                           | کنسول بازی                                   |
| جی جی باکس                            | ۲۰۰۵       | Jakks Pacific                       | Handheld TV game                             |
| FC Twin Video Game System             | ۲۰۰۶       | Yobo                                | کنسول بازی                                   |
| Retro Duo                             | ۲۰۰۸       | Retrobit                            | کنسول بازی                                   |
| GameSystem                            | ۲۰۱۰       | CUBE Design                         | کنسول بازی                                   |
| Game Wave Family Entertainment System | ۲۰۰۵       | ZAPiT Games                         | کنسول بازی                                   |
| Generation NEX                        | ۲۰۰۵       | Messiah Entertainment, Inc.         | کنسول بازی                                   |
| Gizmondo                              | ۲۰۰۵       | Tiger Telematics                    | کنسول بازی دستی                              |
| GP2X                                  | ۲۰۰۵       | GamePark Holdings                   | کنسول بازی دستی                              |
| GP2X Wiz                              | ۲۰۰۹       | GamePark Holdings                   | کنسول بازی دستی                              |
| GP2X Caanoo                           | ۲۰۱۰       | GamePark Holdings                   | کنسول بازی دستی                              |
| HyperScan                             | ۲۰۰۶       | ماتیل                               | کنسول بازی                                   |
| Mi2 (console)                         | ۲۰۰۹       | Planet interactive                  | کنسول بازی دستی                              |
| نینتندو دی‌اس                          | ۲۰۰۴       | نینتندو                             | کنسول بازی دستی                              |
| نینتندو دی‌اس لایت                     | ۲۰۰۶       | نینتندو                             | کنسول بازی دستی                              |
| نینتندو دی‌اس‌آی                        | ۲۰۰۸       | نینتندو                             | کنسول بازی دستی                              |
| نینتندو دی‌اس‌آی                        | ۲۰۰۹       | نینتندو                             | کنسول بازی دستی                              |
| OnLive                                | ۲۰۱۰       | OnLive                              | Gaming on demand                             |
| Pandora (console)                     | ۲۰۰۹       | OpenPandora Ltd.                    | کنسول بازی دستی / UMPC / دستیار دیجیتال شخصی |
| The Phantom (game system)             | canceled   | Phantom Entertainment               | کنسول بازی                                   |
| پلی‌استیشن ۳                           | ۲۰۰۶       | سونی                                | کنسول بازی                                   |
| پلی‌استیشن ۳                           | ۲۰۰۹       | سونی                                | کنسول بازی                                   |
| پلی‌استیشن همراه                       | ۲۰۰۴       | سونی                                | کنسول بازی دستی                              |
| پلی‌استیشن همراه                       | ۲۰۰۷       | سونی                                | کنسول بازی دستی                              |
| PlayStation Portable Lite             | ۲۰۰۸       | سونی                                | کنسول بازی دستی                              |
| پی‌اس‌پی گو                             | ۲۰۰۹       | سونی                                | کنسول بازی دستی                              |
| وی                                    | ۲۰۰۶       | نینتندو                             | کنسول بازی                                   |
| ایکس‌باکس ۳۶۰                          | ۲۰۰۵       | مایکروسافت                          | کنسول بازی                                   |
| ایکس‌باکس ۳۶۰                          | ۲۰۱۰       | مایکروسافت                          | کنسول بازی                                   |
| زیبو                                  | ۲۰۰۹       | Zeebo Inc.                          | کنسول بازی                                   |
| Zone ۴۰                               | ۲۰۱۰       | سگا                                 | کنسول بازی                                   |

## نسل هشتم (۲۰۱۷–۲۰۱۱)
| نام کنسول                    | تاریخ عرضه | سازنده    | نوع     |
| ---------------------------- | ---------- | --------- | ------- |
| نینتندو ۳دی‌اس                | ۲۰۱۱       | نینتندو   | دستی    |
| نینتندو ۳دی‌اس ایکس ال        | ۲۰۱۱       | نینتندو   | دستی    |
| نیو نینتندو ۳دی‌اس            | ۲۰۱۴       | نینتندو   | دستی    |
| نیو نینتندو ۳دی‌اس ایکس ال    | ۲۰۱۴       | نینتندو   | دستی    |
| نینتندو ۲دی‌اس                | ۲۰۱۳       | نینتندو   | دستی    |
| نیو نینتندو ۲دی‌اس ایکس ال    | ۲۰۱۷       | نینتندو   | دستی    |
| پلی‌استیشن ویتا               | ۲۰۱۱       | سونی      | دستی    |
| پلی استیشن ویتا اسلیم        | ۲۰۱۳       | سونی      | دستی    |
| پلی استیشن تی وی             | ۲۰۱۳       | سونی      | خانگی   |
| وی یو                        | ۲۰۱۲       | نینتندو   | خانگی   |
| پلی‌استیشن ۴                  | ۲۰۱۳       | سونی      | خانگی   |
| پلی‌استیشن ۴ اسلیم            | ۲۰۱۶       | سونی      | خانگی   |
| پلی‌استیشن ۴ پرو              | ۲۰۱۶       | سونی      | خانگی   |
| ایکس‌باکس وان                 | ۲۰۱۳       | میکروسافت | خانگی   |
| ایکس‌باکس وان ایکس            | ۲۰۱۷       | میکروسافت | خانگی   |
| ایکس باکس وان اس             | ۲۰۱۶       | میکروسافت | خانگی   |
| ایکس‌باکس وان اس نسخه دیجیتال | ۲۰۱۶       | میکروسافت | خانگی   |
| نینتندو سوئیچ                | ۲۰۱۷       | نینتندو   | هیبریدی |
| نینتندو سوییچ لایت           | ۲۰۱۷       | نینتندو   | هیبریدی |

## نسل نهم (۲۰۱۷–۲۰۲۳)
| نام کنسول                  | تاریخ عرضه | سازنده     | نوع   |
| -------------------------- | ---------- | ---------- | ----- |
| پلی‌استیشن ۵                | ۲۰۲۰       | سونی       | خانگی |
| ایکس‌باکس سری ایکس و سری اس | ۲۰۲۰       | مایکروسافت | خانگی |